# Noyelles-sous-Bellonne
Noyelles-sous-Bellonne is een gemeente in het Franse departement Pas-de-Calais (regio Hauts-de-France) en telt 568 inwoners (1999). De plaats maakt deel uit van het arrondissement Arras.

## Geografie
De oppervlakte van Noyelles-sous-Bellonne bedraagt 4,2 km², de bevolkingsdichtheid is 135,2 inwoners per km².
De onderstaande kaart toont de ligging van Noyelles-sous-Bellonne met de belangrijkste infrastructuur en aangrenzende gemeenten.

## Demografie
Onderstaande figuur toont het verloop van het inwonertal (bron: INSEE-tellingen).